# Wake Up the Nation
| Совокупная оценка   | Совокупная оценка |
| Источник            | Оценка            |
| ------------------- | ----------------- |
| AnyDecentMusic?     | 7.9/10            |
| Metacritic          | 84/100            |
| Оценки критиков     |                   |
| Источник            | Оценка            |
| AllMusic            | [ 3 ]             |
| The A.V. Club       | B+                |
| The Daily Telegraph | [ 5 ]             |
| The Guardian        | [ 6 ]             |
| The Independent     | [ 7 ]             |
| Mojo                | [ 8 ]             |
| NME                 | 8/10              |
| Pitchfork           | 7.7/10            |
| Q                   | [ 11 ]            |
| Spin                | 7/10              |

Wake Up the Nation — десятый студийный альбом британского рок-музыканта Пола Уэллера (бывшего фронтмена рок-групп The Jam и The Style Council), вышедший 19 апреля 2010 года на лейбле Island/UMG в Евросоюзе и в США на Yep Roc.
Альбом дебютировал на 2 месте в официальном хит-параде Великобритании и получил золотую сертификацию. В 2010 году получил номинацию на премию Mercury Music Prize. Альбом был посвящён «absent friends — John Weller, Pat Foxton and Robert Kirby».

## Об альбоме
Альбом получил положительные отзывы музыкальных критиков и интернет-изданий.
В агрегаторе Metacritic, устанавливающем в среднем оценку до ста, основанную на профессиональных рецензиях, альбом получил 84 балла на основе 22 полученных рецензий, что означает «получил в целом положительные отзывы от критиков».
В апреле 2010 года он дебютировал на 2 месте в официальном хит-параде Великобритании.

## Список композиций

### Делюксовое издание, CD 1 / Стандартное издание
Все песни написаны Пола Уэллера и Simon Dine.
1. «Moonshine» — 2:09
2. «Wake Up the Nation» — 2:19
3. «No Tears to Cry» — 2:25
4. «Fast Car / Slow Traffic» — 1:58
5. «Andromeda» — 1:53
6. «In Amsterdam» — 2:18
7. «She Speaks» — 2:15
8. «Find the Torch, Burn the Plans» — 3:09
9. «Aim High» — 3:08
10. «Trees» — 4:19
11. «Grasp & Still Connect» — 2:16
12. «Whatever Next» — 1:38
13. «7&3 Is the Strikers Name» — 3:24
14. «Up the Dosage» — 2:40
15. «Pieces of Dream» [sic] — 2:26
16. «Two Fat Ladies» — 2:39

### Делюксовое издание, CD 2
1. «Wake Up the Nation» (Zinc’s Crack House remix) — 5:10
2. «Fast Car / Slow Traffic» (Erland & Carnival Carnivalization) — 2:50
3. «Grasp & Still Connect» (The Bees version) — 2:47
4. «She Speaks» (Tunng remix) — 3:57
5. «Andromeda» (Richard Hawley remix) — 3:51
6. «In Amsterdam» (Noonday Underground remix) — 2:00
7. «No Tears to Cry» (Leo Zero remix) 8:03
8. «Find the Torch, Burn the Plans» (Nick Zinner from the Yeah Yeah Yeah’s remix)

Aim High / Pieces of a Dream — The Amorphous Androgynous Remix
1. "Part 1: Aim High (Aim Higher)" – 5:57
2. "Part 2: Pieces of a Dream (A Dream in Pieces)" – 5:27
3. "Part 3: Aim High (The Higher Aim)" – 4:57
4. "Part 4: Aim High (Like Water Needs a Flower)" – 5:05

### Бонусные треки
1. "Pieces of a Dream – original version" – 2:56
2. "Grasp & Still Connect – original version" – 2:22

## Позиции в чартах
| Чарт (2010)                      | Высшая позиция |
| -------------------------------- | -------------- |
| Великобритания (UK Albums Chart) | 2              |